# Brittany Brewer
Brittany Autumn Brewer (Abilene, 6 novembre 1997) è una cestista statunitense, professionista nella WNBA.

## Carriera
È stata selezionata dalle Atlanta Dream al secondo giro del Draft WNBA 2020 (17ª scelta assoluta).
Con gli Stati Uniti ha disputato i Giochi panamericani di Lima 2019.